# アルカディア (ダンジョンズ&ドラゴンズ)
ダンジョンズ&ドラゴンズ ・ファンタジー・ロールプレイングゲームにおいて、アルカディア（Arcadia[ɑrˈkeɪdiə] ar-KAY-dee-ə）あるいはより完全には泰平なる諸王国アルカディア (Peaceable Kingdoms of Arcadia)は、秩序にして中立／秩序にして善の属性を持つ存在の次元界である。これはプレーンスケープ 、グレイホーク 、フォーゴトン・レルム の一部の版、などのキャンペーンセッティングで使用されたダンジョンズ&ドラゴンズ 標準宇宙観を構成する、属性を基にした数ある外方次元界の内の1つである。
アルカディアは秩序と善の間の穏やかな調和であり、その平穏さと厳しい規範が有名である。アルカディアにおける全ての物事には決まった場があり、全てが意図されたとおりに機能する。果樹園の木々は一糸乱れぬ列を成し、小川は完全に平らな平野の上を複雑な数学的経路を描いて流れる。大きな幾何学的都市は能率的な街路、美しい建築様式によって完璧に整備されている。
アルカディアで最も高い山の上には昼と夜の宝珠 と呼ばれる球体があり、片面が光を放ち、片面が暗い。宝珠は一定の速度で回転し、この次元界のまさに半分を照明し、残りの半分は暗くなる。アルカディアでは明け方や薄暮は存在せず、夜から昼へあるいは昼から夜へ、一瞬で切り替わる。アルカディアの天候は快適であり、季節は正確に同じ期間継続し、また日夜の変化と同様に、時期が来ると突然変化する。

## 構造
他の外方諸次元界と同様に、アルカディアは空間的に無限大であり、2つの無限大の階層あるいは亜次元界を備えている。時間流は通常 、重力も通常 である。アルカディアの第1階層であるアベルリオは七つの層なす天界山セレスティア、機械じかけの涅槃境メカヌスと隣接している。アルカディアとこれら2つの次元界の間の移動は特定の場所で可能である。アルカディアにおける2つの階層間の移動は、両階層上に多数存在しているポータル、呪文のような他の魔法的手段によって可能である。
かつてはメナウシス と呼ばれた3番目の階層がアルカディアに存在したが、そこに住む秩序属性のフォーミアンが増加したことによりその属性が善から中立に移行してしまい、メカヌスに吸収されてしまった。この第3階層はプレーンスケープ ・セッティングではネマウシスと呼ばれていた。プレーンズ・オブ・ロウ ・ボックスセットによると、調和党による他者の強引な秩序にして善への転向の試みもメカヌスへの合併の原因となった。この行為は善よりも秩序の増加に対して影響が大きく、この階層全体をメカヌスに移行させた。

### アベルリオ
アベルリオはほとんど平らな階層であるが、いくつかの地点には山や丘が存在する。多数の大きな森林、湖沼、小川、草原なども存在する。
ドワーフの神格である銀髭クランゲディンの領地であるクランゲディン山 はアベルリオに位置する。これは麓の地から13,000フィート以上の高さがある、完全な円錐形をした山である。山自体の内部は、巧妙に建設されたドワーフの広間と回廊に満たされている。巨大ないくつもの鍛冶場でドワーフのための武器の生産が行われている。
フォーミアンの「巣＝都市」である大顎 もこの階層に位置する。
法の要塞 あるいは聖カスバート大聖堂 は聖カスバートの領地であり、この階層に位置する。

### ブクセヌス
ブクセヌスと第1階層のアベルリオは、外見上―際限なく広がる汚れなき景観―は相違点が少ない。この階層は、隣接する次元界であるメカヌスとの来るべき戦いを期待して集合してくる多数のアルカディアの軍勢のため、軍国主義的な印象を与える。
特に好戦的である調和党 は、ブクセヌスのメロディア市 に本部を置いている。調和党は「借りてきた」混沌の定命の者達を法と秩序の道に従わせるための洗脳を行う訓練所を運営している。
第3版フォーゴトン・レルム宇宙観における別の宇宙の次元界であるヘリオポリス がブクセヌスの一部を占拠している。ここは熱い、巨大なピラミッドとオベリスクが点在する砂砂漠になっている。生命の素である一筋の川がその中央を流れ、そしてそこはムルホランド・パンテオンの諸神格の住まうところである。第2版の宇宙観では、この領地にラー、イシス、オシリス、ホルスらが住まった。
アズース の魔法とウィザードの領地はブクセヌス上に隠されている。ウィザードのみが、その洞窟の入り口を隠している幻影を見破ることができる。いったん中に入ると空中に降下してゆく巨大な階段室があり、その最下段はメイジズ・レスト 市に通じている。もちろん、神格アズースがそこに住まう。
ゴブリン類であるマングラルフォークの孤独を好む神格であるメリアダルは、彼の領地ザ・ハンド・オブ・ピース をブクセヌスに築いた。

## 創作起源
アルカディアはギリシアのペロポネソス半島に存在するアルカディア地域とウェルギリウスの作品の背景となる牧歌的な幸福と純真な地を基にしている。